# Jaroslav Syřiště
Jaroslav Syřiště, křtěný Jaroslav Karel (12. května 1878 Litovice – 20. září 1951 Brno) byl český architekt a vysokoškolský pedagog.

## Život
V Praze vystudoval českou reálku v Ječné ulici (1889–1896) a poté pražskou techniku (1896-1902). Později (1906-1907) zde působil jako asistent profesora Jana Kouly. V roce 1907 přešel do Brna na Odbornou školu stavitelskou (původně C. k. česká státní průmyslová škola, později Státní průmyslová škola) , kde se stal v roce 1919 ředitelem. V roce 1926 byl jmenován profesorem na České vysoké škole technické v Brně, kde byl v letech 1927–1928, 1929–1930, 1930–1931, 1937–1938 děkanem a v letech 1939–1940 a 1945–1946 rektorem.
Jeho první manželkou, byla od roku 1907, Marie Chudobová (1884-1976), která po rozvodu v roce 1920 se provdala jako Kalmárová a působila jako operetní zpěvačka (Ostrava, Plzeň, Národní divadlo v Praze). Jeho dcera Marie Syřišťová (1910-198?) provdaná za architekta Karla Berana 1886, hrála v letech 1926-27 v němém filmu pod jménem Marie Kalmárová ml.

## Dílo
- 1914 Obecní dům, Bučovice 502

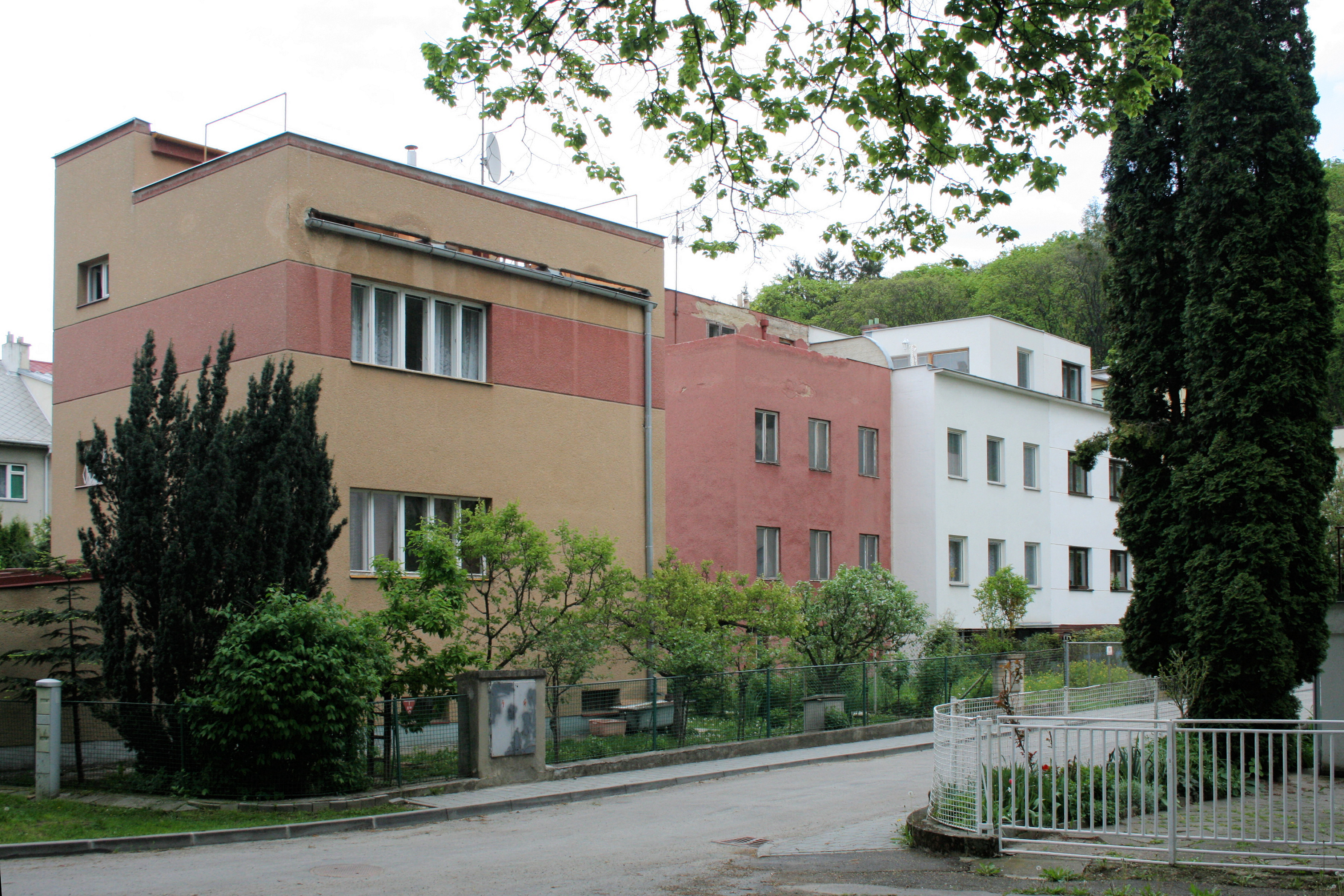
Dům podle plánu Jaroslava Syřiště (vlevo) v kolonii Nový dům

- 1923–1925 Nemocenská pojišťovna soukromých úředníků, Brno, Kounicova 42, Zahradníkova 10, Veveří 229
- 1927–1928 dům č. 14 v kolonii Nový dům, Brno, Bráfova 107
- 1927–1929 První české reálné gymnázium (dnes Pedagogická fakulta Masarykovy univerzity), Brno, Poříčí 31